# Torneo Nacional de Ascenso 2008-09
La temporada 2008-09 del Torneo Nacional de Ascenso fue la decimoséptima edición desde la creación de esta competencia. Se inició en el 2008 y finalizó en junio de 2009.
El campeón fue La Unión de Formosa, elenco que además de obtener su primer título en la competencia obtuvo su primer ascenso a la Liga Nacional de Básquet. Venció en la final a Unión de Sunchales en tres juegos.
Unión de Sunchales logró el otro ascenso al vencer a San Martín de Corrientes en la final de la ronda repechaje. Entre los descendidos se destacó el caso de Asociación Española de Charata, quienes ante la imposibilidad de enfrentar los play-offs de descenso en su casa por parte de la AdC, y refutar esta decisión, la organización lo consideró descendido al no presentarse a los partidos.

## Modo de disputa
El campeonato estuvo dividido en cuatro fases y otorgó dos ascensos a la siguiente Liga Nacional de Básquet y dos descensos a la siguiente Liga "B".
Serie regular
Primera fase
Los dieciséis equipos participantes se dividieron en dos zonas, Norte y Sur, donde se enfrentaron en duelos de ida y vuelta. Se otorgaron dos puntos por partido ganado y un punto por partido perdido. Luego se los ordenó en una tabla teniendo en cuenta los resultados de los partidos y los mejores cuatro de cada zona clasificaron al TNA 1 mientras que los restantes equipos clasificaron al TNA 2.
Segunda fase
Para esta fase, los equipos arrastran la mitad de puntos obtenidos en la fase anterior. Los ocho equipos del TNA 1 compitieron entre sí en duelos de ida y vuelta para clasificar a los cuartos de final. Los cuatro primeros clasificaron a dicha instancia. Los ocho equipos del TNA 2 compitieron entre sí en duelos de ida y vuelta para no descender. Los cuatro peores equipos disputaron una serie para evitar perder la categoría.
Ronda permanencia
Los cuatro peores equipos fueron emparejados enfrentándose el mejor al peor y los dos restantes entre sí, teniendo ventaja de localía aquel equipo con mejor ubicación al cabo de la segunda fase. Se disputaron series al mejor de cinco encuentros. Los perdedores de ambas series perdieron la categoría.
Ronda campeonato
Reclasificación
Los ocho equipos clasificados de los dos grupos TNA disputaron la reclasificación, donde los cuatro mejores tenían ventaja de localía. La fase fue de llaves de eliminación directa a 5 juegos. 
Eliminación general
A los cuatro ganadores de la reclasificación se les sumaron los cuatro mejores equipos del TNA 1, quienes tenían ventaja de localía. Los ocho equipos se enfrentaron entre sí en llaves de eliminación directa a cinco juegos. Los dos ganadores de las semifinales se enfrentan para definir al campeón y primer ascendido del campeonato; mientras que los perdedores de clasifican, junto con el perdedor de la final, a la Ronda repechaje.
Ronda repechaje
La disputarán los dos perdedores de las semifinales de la Ronda campeonato y el perdedor de la Final de la misma ronda. Será a 5 partidos.
Semifinal
La disputan los dos perdedores de las semifinales de la Ronda campeonato, el ganador accederá a la final, mientras que el perdedor deja de participar.
Final
La disputan el ganador de la semifinal contra el perdedor de la Final de la Ronda campeonato y definirá al subcampeón y segundo ascenso del torneo. El perdedor deja de participar.

## Equipos participantes

### Ascensos y descensos
Equipos entrantes
| Pos. | Ascendidos de la Primera Nacional "B" |
| ---- | ------------------------------------- |
| 1.º  | Firmat FBC                            |
| 2.º  | Oberá TC                              |

| Pos. | Descendidos de la LNB 2007/08 |
| ---- | ----------------------------- |
| 15.º | Belgrano (San Nicolás)        |
| 16.º | Central Entrerriano           |

Equipos salientes
| Pos. | Ascendidos a la LNB 2008/09 |
| ---- | --------------------------- |
| 1.º  | Lanús                       |
| 2.º  | Ciclista Olímpico           |

| Pos. | Descendidos del TNA 2007/08 |
| ---- | --------------------------- |
| 15.º | Alianza Olimpia             |

### Cambio de plazas
Plazas entrantes
| Gana una plaza              |
| --------------------------- |
| Gimnasia y Esgrima La Plata |

| Pierde la plaza |
| --------------- |
| Bragado Club    |

### Equipos
| Club                                             | Procedencia               | Pabellón                         |
| Asociación Española Mutual, Cultural y Deportiva | Charata, Chaco            | El Coloso de Cemento             |
| Asociación Italiana de Socorros Mutuos           | Charata, Chaco            | Estadio Antonio Golob            |
| Atlético Echagüe Club                            | Paraná, Entre Ríos        | Estadio Luis Butta               |
| Club Atlético Alma Juniors                       | Esperanza, Santa Fe       | Estadio Enzo Scocco              |
| Club Atlético Argentino                          | Junín, Buenos Aires       | Estadio Héctor D'Anunnzio        |
| Club Atlético Unión                              | Sunchales, Santa Fe       | La Fortaleza del Bicho           |
| Club Atlético, Biblioteca y Mutual San Martín    | Marcos Juárez, Córdoba    | Estadio Leonardo Gutiérrez       |
| Club Central Entrerriano                         | Gualeguaychú, Entre Ríos  | Estadio José María Bertora       |
| Club Ciclista Juninense                          | Junín, Buenos Aires       | Estadio Raúl "Chuni" Merlo       |
| Club de Gimnasia y Esgrima La Plata              | La Plata, Buenos Aires    | Polideportivo Víctor Nethol      |
| Club San Martín                                  | Corrientes, Corrientes    | El Fortín Rojinegro              |
| Firmat Football Club                             | Firmat, Santa Fe          | Firmat Football Club             |
| Instituto Cultural y Deportivo Pedro Echagüe     | Ciudad de Buenos Aires    | Polideportivo Hurlingham         |
| La Unión de Formosa                              | Formosa, Formosa          | Polideportivo Cincuentenario     |
| Oberá Tenis Club                                 | Oberá, Misiones           | Estadio Hernán "Finito" Herrmann |
| San Nicolás Belgrano                             | San Nicolás, Buenos Aires | Estadio Fortunato Bonelli        |

## Primera fase

### Zona norte
| Equipo | Equipo                  | PJ | PG | PP | Pts |
| ------ | ----------------------- | -- | -- | -- | --- |
| 1.°    | Unión (Sunchales)       | 14 | 12 | 2  | 26  |
| 2.°    | La Unión de Formosa     | 14 | 11 | 3  | 25  |
| 3.°    | San Martín (Corrientes) | 14 | 9  | 5  | 23  |
| 4.°    | Alma Juniors            | 14 | 7  | 7  | 21  |
| 5.°    | Asociación Italiana     | 14 | 6  | 8  | 20  |
| 6.°    | Asociación Española     | 14 | 4  | 10 | 18  |
| 7.°    | Echagüe                 | 14 | 4  | 10 | 18  |
| 8.°    | Oberá Tenis Club        | 14 | 3  | 11 | 17  |

|  | Clasificado al TNA 1. |
|  | Clasificado al TNA 2. |

| Oberá TC       | 84 - 90  | La Unión (F)   | Oberá TC               | 7 de octubre  |
| Unión (S)      | 106 - 80 | Asoc. Italiana | La Fortaleza del Bicho | 8 de octubre  |
| Asoc. Española | 80 - 83  | Alma Juniors   | El Coloso de Cemento   | 10 de octubre |
| Echagüe        | 88 - 94  | San Martín (C) | Luis Butta             | 10 de octubre |

| Asoc. Italiana | 73 - 72 | La Unión (F)   | Antonio Golob       | 17 de octubre |
| Alma Juniors   | 68 - 71 | Unión (S)      | Enzo Scocco         | 17 de octubre |
| San Martín (C) | 83 - 58 | Asoc. Española | El Fortín Rojinegro | 17 de octubre |
| Echagüe        | 90 - 91 | Oberá TC       | Luis Butta          | 17 de octubre |

| La Unión (F)   | 78 - 74  | Alma Juniors   | Cincuentenario         | 21 de octubre |
| Oberá TC       | 75 - 96  | Asoc. Italiana | Oberá TC               | 24 de octubre |
| Unión (S)      | 111 - 71 | San Martín (C) | La Fortaleza del Bicho | 24 de octubre |
| Asoc. Española | 80 - 74  | Echagüe        | El Coloso de Cemento   | 24 de octubre |

| Echagüe        | 67 - 74 | Unión (S)      | Luis Butta           | 28 de octubre |
| Asoc. Española | 80 - 70 | Oberá TC       | El Coloso de Cemento | 29 de octubre |
| San Martín (C) | 63 - 81 | La Unión (F)   | El Fortín Rojinegro  | 29 de octubre |
| Alma Juniors   | 87 - 80 | Asoc. Italiana | Enzo Scocco          | 29 de octubre |

| Unión (S)      | 101 - 71 | Asoc. Española | La Fortaleza del Bicho | 2 de noviembre |
| Oberá TC       | 68 - 70  | Alma Juniors   | Oberá TC               | 2 de noviembre |
| Asoc. Italiana | 96 - 99  | San Martín (C) | Antonio Golob          | 2 de noviembre |
| La Unión (F)   | 73 - 66  | Echagüe        | Cincuentenario         | 2 de noviembre |

| Unión (S)      | 107 - 78 | Oberá TC       | La Fortaleza del Bicho | 7 de noviembre |
| Asoc. Española | 79 - 81  | La Unión (F)   | El Coloso de Cemento   | 7 de noviembre |
| Echagüe        | 79 - 86  | Asoc. Italiana | Luis Butta             | 7 de noviembre |
| San Martín (C) | 70 - 64  | Alma Juniors   | El Fortín Rojinegro    | 7 de noviembre |

| Oberá TC       | 63 - 51 | San Martín (C) | Oberá TC       | 14 de noviembre |
| Alma Juniors   | 68 - 73 | Echagüe        | Enzo Scocco    | 14 de noviembre |
| Asoc. Italiana | 89 - 97 | Asoc. Española | Antonio Golob  | 14 de noviembre |
| La Unión (F)   | 91 - 81 | Unión (S)      | Cincuentenario | 14 de noviembre |

| Oberá TC       | 72 - 64 | Echagüe        | Oberá TC               | 21 de noviembre |
| Asoc. Española | 81 - 92 | San Martín (C) | El Coloso de Cemento   | 21 de noviembre |
| Unión (S)      | 88 - 78 | Alma Juniors   | La Fortaleza del Bicho | 21 de noviembre |
| La Unión (F)   | 82 - 65 | Asoc. Italiana | Cincuentenario         | 21 de noviembre |

| Echagüe        | 85 - 82 | Asoc. Española | Luis Butta          | 25 de noviembre |
| Asoc. Italiana | 73 - 57 | Oberá TC       | Antonio Golob       | 30 de noviembre |
| Alma Juniors   | 90 - 81 | La Unión (F)   | Enzo Scocco         | 30 de noviembre |
| San Martín (C) | 91 - 76 | Unión (S)      | El Fortín Rojinegro | 30 de noviembre |

| Unión (S)      | 74 - 69 | Echagüe        | La Fortaleza del Bicho | 2 de diciembre |
| La Unión (F)   | 78 - 73 | San Martín (C) | Cincuentenario         | 3 de diciembre |
| Asoc. Italiana | 72 - 66 | Alma Juniors   | Antonio Golob          | 3 de diciembre |
| Oberá TC       | 84 - 89 | Asoc. Española | Oberá TC               | 3 de diciembre |

| San Martín (C) | 95 - 66 | Asoc. Italiana | El Fortín Rojinegro  | 7 de diciembre |
| Echagüe        | 72 - 82 | La Unión (F)   | Luis Butta           | 7 de diciembre |
| Asoc. Española | 79 - 88 | Unión (S)      | El Coloso de Cemento | 7 de diciembre |
| Alma Juniors   | 77 - 65 | Oberá TC       | Enzo Scocco          | 7 de diciembre |

| Oberá TC       | 72 - 101 | Unión (S)      | Oberá TC           | 12 de diciembre |
| La Unión (F)   | 80 - 67  | Asoc. Española | Cincuentenario     | 12 de diciembre |
| Asoc. Italiana | 52 - 67  | Echagüe        | Antonio Golob      | 12 de diciembre |
| Alma Juniors   | 84 - 78  | San Martín (C) | Leonardo Gutiérrez | 12 de diciembre |

| San Martín (C) | 94 - 77 | Oberá TC       | El Fortín Rojinegro    | 17 de diciembre |
| Echagüe        | 73 - 63 | Alma Juniors   | Luis Butta             | 17 de diciembre |
| Asoc. Española | 59 - 69 | Asoc. Italiana | El Coloso de Cemento   | 17 de diciembre |
| Unión (S)      | 91 - 87 | La Unión (F)   | La Fortaleza del Bicho | 17 de diciembre |

| La Unión (F)   | 97 - 77 | Oberá TC       | Cincuentenario      | 21 de diciembre |
| Asoc. Italiana | 58 - 80 | Unión (S)      | Antonio Golob       | 21 de diciembre |
| Alma Juniors   | 92 - 68 | Asoc. Española | Enzo Scocco         | 21 de diciembre |
| San Martín (C) | 92 - 72 | Echagüe        | El Fortín Rojinegro | 21 de diciembre |

### Zona sur
| Equipo | Equipo                     | PJ | PG | PP | Pts |
| ------ | -------------------------- | -- | -- | -- | --- |
| 1.°    | Ciclista Juninense         | 14 | 8  | 6  | 22  |
| 2.°    | San Nicolás Belgrano       | 14 | 8  | 6  | 22  |
| 3.°    | ICD Pedro Echagüe          | 14 | 8  | 6  | 22  |
| 4.°    | San Martín (Marcos Juárez) | 14 | 8  | 6  | 22  |
| 5.°    | Argentino (Junín)          | 14 | 7  | 7  | 21  |
| 6.°    | Firmat FBC                 | 14 | 6  | 8  | 20  |
| 7.°    | Central Entrerriano        | 14 | 6  | 8  | 20  |
| 8.°    | Gimnasia (La Plata)        | 14 | 5  | 9  | 19  |

|  | Clasificado al TNA 1. |
|  | Clasificado al TNA 2. |

| SN Belgrano        | 97 - 89 | Central Enterriano | Fortunato Bonelli | 10 de octubre |
| Gimnasia (LP)      | 57 - 73 | Argentino (J)      | Polideportivo     | 10 de octubre |
| Ciclista Juninense | 70 - 62 | ICD Pedro Echagüe  | Raúl Merlo        | 10 de octubre |
| Firmat FBC         | 76 - 67 | San Martín (MJ)    | Firmat FBC        | 10 de octubre |

| ICD Pedro Echagüe | 60 - 59 | Gimnasia (LP)       | Poli Hurlingham    | 14 de octubre |
| Firmat FBC        | 92 - 79 | SN Belgrano         | Firmat FBC         | 17 de octubre |
| Argentino         | 96 - 73 | Central Entrerriano | Héctor D'Anunzio   | 17 de octubre |
| San Martín (MJ)   | 81 - 76 | Ciclista Juninense  | Leonardo Gutiérrez | 18 de octubre |

| SN Belgrano         | 79 - 74 | Argentino         | Fortunato Bonelli  | 24 de octubre |
| Central Entrerriano | 81 - 89 | ICD Pedro Echagüe | José María Bértora | 24 de octubre |
| Gimnasia (LP)       | 80 - 96 | San Martín (MJ)   | Polideportivo      | 24 de octubre |
| Ciclista Juninense  | 73 - 69 | Firmat FBC        | Raúl "Chuni" Merlo | 24 de octubre |

| Ciclista Juninense | 75 - 63 | SN Belgrano         | Raúl "Chuni" Merlo | 29 de octubre |
| Firmat FBC         | 82 - 60 | Gimnasia (LP)       | Firmat FBC         | 29 de octubre |
| San Martín (MJ)    | 68 - 63 | Central Entrerriano | Leonardo Gutiérrez | 29 de octubre |
| ICD Pedro Echagüe  | 70 - 75 | Argentino           | Poli Hurlingham    | 29 de octubre |

| SN Belgrano         | 67 - 76 | ICD Pedro Echagüe  | Fortunato Bonelli  | 2 de noviembre |
| Argentino           | 91 - 82 | San Martín (MJ)    | Héctor D'Anunnzio  | 2 de noviembre |
| Central Entrerriano | 83 - 81 | Firmat FBC         | José María Bértora | 2 de noviembre |
| Gimnasia (LP)       | 80 - 77 | Ciclista Juninense | Polideportivo      | 4 de noviembre |

| Gimnasia (LP)      | 81 - 63 | SN Belgrano         | Polideportivo      | 7 de noviembre |
| Ciclista Juninense | 84 - 66 | Central Entrerriano | Raúl "Chuni" Merlo | 7 de noviembre |
| Firmat FBC         | 68 - 67 | Argentino           | Firmat FBC         | 7 de noviembre |
| San Martín (MJ)    | 68 - 61 | ICD Pëdro Echagüe   | Leonardo Gutiérrez | 7 de noviembre |

| SN Belgrano         | 80 - 77 | San Martín (MJ)    | Fortunato Bonelli  | 11 de noviembre |
| ICD Pedro Echagüe   | 74 - 68 | Firmat FBC         | Poli Hurlingham    | 14 de noviembre |
| Argentino           | 77 - 53 | Ciclista Juninense | Héctor D'Anunnzio  | 14 de noviembre |
| Central Entrerriano | 67 - 86 | Gimnasia (LP)      | José María Bértora | 14 de noviembre |

| Ciclista (J)        | 72 - 65 | San Martín (MJ)   | Raúl "Chuni" Merlo | 18 de noviembre |
| SN Belgrano         | 79 - 75 | Firmat FBC        | Fortunato Bonelli  | 21 de noviembre |
| Gimnasia (LP)       | 71 - 81 | ICD Pedro Echagüe | Polideportivo      | 21 de noviembre |
| Central Entrerriano | 75 - 73 | Argentino         | Héctor D'Annunzio  | 21 de noviembre |

| Argentino         | 70 - 72 | SN Belgrano         | Héctor D'Anunnzio  | 30 de noviembre |
| ICD Pedro Echagüe | 79 - 75 | Central Entrerriano | Poli Hurlingham    | 30 de noviembre |
| San Martín (MJ)   | 96 - 65 | Gimnasia (LP)       | Leonardo Gutiérrez | 30 de noviembre |
| Firmat FBC        | 73 - 70 | Ciclista Juninense  | Firmat FBC         | 30 de noviembre |

| Gimnasia (LP)       | 84 - 78 | Firmat FBC         | Polideportivo      | 3 de diciembre |
| Central Entrerriano | 96 - 77 | San Martín (MJ)    | José María Bértora | 3 de diciembre |
| Argentino           | 89 - 61 | ICD Pedro Echagüe  | Héctor D'Anunnzio  | 3 de diciembre |
| SN Belgrano         | 76 - 72 | Ciclista Juninense | José María Bértora | 3 de diciembre |

| ICD Pedro Echagüe  | 74 - 77 | SN Belgrano         | Poli Hurlingham    | 7 de diciembre |
| San Martín (MJ)    | 74 - 84 | Argentino           | Leonardo Gutiérrez | 7 de diciembre |
| Firmat FBC         | 75 - 66 | Central Entrerriano | Firmat FBC         | 7 de diciembre |
| Ciclista Juninense | 77 - 58 | Gimnasia (LP)       | Raúl "Chuni" Merlo | 8 de diciembre |

| SN Belgrano         | 93 - 81 | Gimnasia (LP)      | Fortunato Bonelli  | 12 de diciembre |
| Central Entrerriano | 78 - 66 | Ciclista Juninense | José María Bértora | 12 de diciembre |
| Argentino           | 62 - 64 | Firmat FBC         | Héctor D'Anunnzio  | 12 de diciembre |
| ICD Pedro Echagüe   | 84 - 69 | San Martín (MJ)    | Poli Hurlingham    | 12 de diciembre |

| Firmat FBC         | 84 - 89 | ICD Pedro Echagüe   | Firmat FBC         | 15 de diciembre |
| San Martín (MJ)    | 91 - 76 | SN Belgrano         | Leonardo Gutiérrez | 17 de diciembre |
| Ciclista Juninense | 77 - 74 | Argentino           | Raúl "Chuni" Merlo | 17 de diciembre |
| Gimnasia (LP)      | 85 - 67 | Central Entrerriano | Polideportivo      | 17 de diciembre |

| Central Entrerriano | 100 - 86 | SN Belgrano        | José María Bértora | 21 de diciembre |
| Argentino           | 69 - 62  | Gimnasia (LP)      | Héctor D'Annunzio  | 21 de diciembre |
| ICD Pedro Echagüe   | 65 - 70  | Ciclista Juninense | Poli Hurlingham    | 21 de diciembre |
| San Martín (MJ)     | 65 - 47  | Firmat FBC         | Leonardo Gutiérrez | 21 de diciembre |

## Segunda fase

### TNA 1
| Equipo | Equipo                     | A    | PJ | PG | PP | Pts  |
| ------ | -------------------------- | ---- | -- | -- | -- | ---- |
| 1.°    | Unión (Sunchales)          | 13.0 | 14 | 9  | 5  | 36.0 |
| 2.°    | San Martín (Corrientes)    | 11.5 | 14 | 9  | 5  | 34.5 |
| 3.°    | La Unión de Formosa        | 12.5 | 14 | 8  | 6  | 34.5 |
| 4.°    | Ciclista Juninense         | 11.0 | 14 | 9  | 5  | 34.0 |
| 5.°    | ICD Pedro Echagüe          | 11.0 | 14 | 7  | 7  | 32.0 |
| 6.°    | San Martín (Marcos Juárez) | 11.0 | 14 | 6  | 8  | 31.0 |
| 7.°    | Alma Juniors               | 10.5 | 14 | 5  | 9  | 29.5 |
| 8.°    | San Nicolás Belgrano       | 11.0 | 14 | 3  | 11 | 28.0 |

|  | Clasificado a cuartos de final.   |
|  | Clasificado a la reclasificación. |

| SN Belgrano       | 79 - 91 | Unión (S)      | Fortunato Bonelli  | 6 de enero  |
| ICD Pedro Echagüe | 76 - 80 | Alma Juniors   | Poli Hurlingham    | 9 de enero  |
| Ciclista (J)      | 95 - 80 | San Martín (C) | Raúl "Chuni" Merlo | 9 de enero  |
| San Martín (MJ)   | 94 - 89 | La Unión (F)   | Leonardo Gutiérrez | 11 de enero |

| Ciclista (J)   | 65 - 76 | ICD Pedro Echagüe | Raúl "Chuni" Merlo     | 13 de enero |
| San Martín (C) | 97 - 85 | SN Belgrano       | El Fortín Rojinegro    | 16 de enero |
| Unión (S)      | 83 - 71 | San Martín (MJ)   | La Fortaleza del Bicho | 16 de enero |
| La Unión (F)   | 84 - 66 | Alma Juniors      | Cincuentenario         | 16 de enero |

| ICD Pedro Echagüe | 68 - 72 | La Unión (F)   | Poli Hurlingham    | 23 de enero |
| Alma Juniors      | 86 - 98 | Unión (S)      | Leonardo Gutiérrez | 23 de enero |
| SN Belgrano       | 72 - 76 | Ciclista (J)   | Fortunato Bonelli  | 25 de enero |
| San Martín (MJ)   | 94 - 82 | San Martín (C) | Leonardo Gutiérrez | 25 de enero |

| SN Belgrano        | 70 - 78 | ICD Pedro Echagüe | Fortunato Bonelli      | 29 de enero |
| Ciclista Juninense | 85 - 67 | San Martín (MJ)   | Raúl "Chuni" Merlo     | 29 de enero |
| San Martín (C)     | 79 - 67 | Alma Juniors      | El Fortín Rojinegro    | 29 de enero |
| Unión (S)          | 94 - 84 | La Unión (F)      | La Fortaleza del Bicho | 29 de enero |

| La Unión (F)    | 85 - 82 | San Martín (C)     | Cincuentenario     | 1 de febrero |
| Alma Juniors    | 71 - 80 | Ciclista Juninense | Enzo Scocco        | 1 de febrero |
| San Martín (MJ) | 77 - 83 | SN Belgrano        | Leonardo Gutiérrez | 1 de febrero |
| ICD Echagüe     | 72 - 79 | Unión (S)          | Poli Hurlingham    | 2 de febrero |

| Ciclista Juninense | 82 - 66 | La Unión (F)      | Raúl "Chuni" Merlo  | 6 de febrero |
| San Martín (C)     | 95 - 67 | Unión (S)         | El Fortín Rojinegro | 7 de febrero |
| San Martín (MJ)    | 57 - 59 | ICD Pedro Echagüe | Leonardo Gutiérrez  | 8 de febrero |
| SN Belgrano        | 89 - 80 | Alma Juniors      | Fortunato Bonelli   | 8 de febrero |

| Unión (S)         | 80 - 81 | Ciclista Juninense | La Fortaleza del Bicho | 13 de febrero |
| ICD Pedro Echagüe | 66 - 88 | San Martín (C)     | Poli Hurlingham        | 13 de febrero |
| La Unión (F)      | 81 - 77 | SN Belgrano        | Cincuentenario         | 13 de febrero |
| Alma Juniors      | 68 - 76 | San Martín (MJ)    | Enzo Scocco            | 13 de febrero |

| San Martín (MJ)   | 88 - 79 | Unión (S)          | Leonardo Gutiérrez | 17 de febrero |
| ICD Pedro Echagüe | 78 - 72 | Ciclista Juninense | Poli Hurlingham    | 20 de febrero |
| Alma Juniors      | 97 - 94 | La Unión (F)       | Enzo Scocco        | 20 de febrero |
| SN Belgrano       | 85 - 89 | San Martín (C)     | Fortunato Bonelli  | 22 de febrero |

| Ciclista Juninense | 102 - 65 | SN Belgrano       | Raúl "Chuni" Merlo      | 24 de febrero |
| Unión (S)          | 86 - 70  | Alma Juniors      | La Fortaleza del Bichos | 25 de febrero |
| San Martín (C)     | 89 - 84  | San Martín (MJ)   | El Fortín Rojinegro     | 25 de febrero |
| La Unión (F)       | 81 - 69  | ICD Pedro Echagüe | Cincuentenario          | 25 de febrero |

| ICD Pedro Echagüe | 76 - 69 | SN Belgrano        | Poli Hurlingham    | 1 de marzo |
| San Martín (MJ)   | 69 - 67 | Ciclista Juninense | Leonardo Gutiérrez | 1 de marzo |
| La Unión (F)      | 95 - 69 | Unión (S)          | Cincuentenario     | 1 de marzo |
| Alma Juniors      | 62 - 89 | San Martín (C)     | Enzo Scocco        | 3 de marzo |

| Unión (S)          | 96 - 80 | ICD Pedro Echagüe | La Fortaleza del Bicho | 6 de marzo |
| San Martín (C)     | 81 - 66 | La Unión (F)      | El Fortín Rojinegro    | 6 de marzo |
| Ciclista Juninense | 81 - 71 | Alma Juniors      | Raúl "Chuni" Merlo     | 6 de marzo |
| SN Belgrano        | 81 - 91 | San Martín (MJ)   | Fortunato Bonelli      | 9 de marzo |

| Unión (S)         | 81 - 67 | San Martín (C)     | La Fortaleza del Bicho | 13 de marzo |
| La Unión (F)      | 82 - 74 | Ciclista Juninense | Polideportivo          | 13 de marzo |
| Alma Juniors      | 75 - 64 | SN Belgrano        | Enzo Scocco            | 13 de marzo |
| ICD Pedro Echagüe | 78 - 74 | San Martín (MJ)    | Poli Hurlingham        | 13 de marzo |

| San Martín (MJ)    | 74 - 94 | Alma Juniors      | Leonardo Gutiérrez  | 16 de marzo |
| Ciclista Juninense | 93 - 89 | Unión (S)         | Raúl "Chuni" Merlo  | 18 de marzo |
| San Martín (C)     | 65 - 72 | ICD Pedro Echagüe | El Fortín Rojinegro | 18 de marzo |
| SN Belgrano        | 72 - 70 | La Unión (F)      | Fortunato Bonelli   | 18 de marzo |

| Alma Juniors   | 72 - 65  | ICD Pedro Echagüe  | Enzo Scocco            | 24 de marzo |
| La Unión (F)   | 91 - 65  | San Martín (MJ)    | Cincuentenario         | 24 de marzo |
| Unión (S)      | 111 - 82 | SN Belgrano        | La Fortaleza del Bicho | 24 de marzo |
| San Martín (C) | 76 - 65  | Ciclista Juninense | El Fortín Rojinegro    | 24 de marzo |

### TNA 2
| Equipo | Equipo              | A    | PJ | PG | PP | Pts  |
| ------ | ------------------- | ---- | -- | -- | -- | ---- |
| 1.°    | Argentino (Junín)   | 10.5 | 14 | 12 | 2  | 36.5 |
| 2.°    | Central Entrerriano | 10.0 | 14 | 10 | 4  | 34.0 |
| 3.°    | Gimnasia (La Plata) | 9.5  | 14 | 8  | 6  | 31.5 |
| 4.°    | Asociación Italiana | 10.0 | 14 | 8  | 6  | 31.0 |
| 5.°    | Firmat FBC          | 10.0 | 14 | 6  | 8  | 30.0 |
| 6.°    | Echagüe             | 9.0  | 14 | 5  | 9  | 28.0 |
| 7.°    | Oberá TC            | 8.5  | 14 | 5  | 9  | 27.5 |
| 8.°    | Asociación Española | 9.0  | 14 | 2  | 12 | 22.0 |

|  | Clasificado a la reclasificación.                                |
|  | Disputa serie para evitar el descenso a la Primera Nacional "B". |

| Central Entrerriano | 96 - 82 | Asoc. Española | José María Bértora | 9 de enero |
| Oberá TC            | 73 - 80 | Gimnasia (LP)  | Oberá TC           | 9 de enero |
| Firmat FBC          | 75 - 79 | Argentino      | Firmat FBC         | 9 de enero |
| Asoc. Italiana      | 69 - 66 | Echagüe        | Antonio Golob      | 9 de enero |

| Oberá TC       | 108 - 98 | Firmat FBC          | Oberá TC             | 16 de enero |
| Gimnasia (LP)  | 81 - 75  | Asoc. Italiana      | Polideportivo        | 16 de enero |
| Echagüe        | 86 - 102 | Central Entrerriano | Luis Butta           | 16 de enero |
| Asoc. Española | 67 - 87  | Argentino           | El Coloso de Cemento | 16 de enero |

| Firmat FBC          | 84 - 74 | Asoc. Española | Firmat FBC         | 20 de enero |
| Argentino           | 74 - 69 | Echagüe        | Héctor D'Anunzio   | 23 de enero |
| Central Entrerriano | 88 - 95 | Gimnasia (LP)  | José María Bértora | 23 de enero |
| Asoc. Italiana      | 72 - 64 | Oberá TC       | Antonio Golob      | 23 de enero |

| Gimnasia (LP)  | 60 - 71 | Argentino           | Polideportivo | 28 de enero |
| Asoc. Italiana | 67 - 68 | Firmat FBC          | Antonio Golob | 29 de enero |
| Oberá TC       | 89 - 85 | Central Entrerriano | Oberá TC      | 29 de enero |
| Echagüe        | 75 - 72 | Asoc. Española      | Luis Butta    | 29 de enero |

| Firmat FBC          | 80 - 89 | Echagüe        | Firmat FBC           | 1 de febrero |
| Argentino           | 76 - 71 | Oberá TC       | Héctor D'Annunzio    | 1 de febrero |
| Central Entrerriano | 81 - 75 | Asoc. Italiana | José María Bértora   | 1 de febrero |
| Asoc. Española      | 74 - 75 | Gimnasia (LP)  | El Coloso de Cemento | 1 de febrero |

| Gimnasia (LP)       | 78 - 69 | Echagüe        | Polideportivo      | 6 de febrero |
| Central Entrerriano | 89 - 59 | Firmat FBC     | José María Bértora | 6 de febrero |
| Asoc. Italiana      | 75 - 67 | Argentino      | Antonio Golob      | 6 de febrero |
| Oberá TC            | 93 - 83 | Asoc. Española | Oberá TC           | 6 de febrero |

| Echagüe        | 92 - 80  | Oberá TC            | Luis Butta        | 10 de febrero |
| Firmat FBC     | 69 - 63  | Gimnasia (LP)       | Firmat FBC        | 13 de febrero |
| Asoc. Española | 67 - 84  | Asoc. Italiana      | Coloso de Cemento | 13 de febrero |
| Argentino      | 103 - 84 | Central Entrerriano | Héctor D'Annunzio | 13 de febrero |

| Firmat FBC          | 89 - 74  | Oberá TC       | Firmat FBC         | 20 de febrero |
| Asoc. Italiana      | 94 - 76  | Gimnasia (LP)  | Antonio Golob      | 20 de febrero |
| Central Entrerriano | 81 - 78  | Echagüe        | José María Bértora | 20 de febrero |
| Argentino           | 104 - 65 | Asoc. Española | Héctor D' Anunnzio | 20 de febrero |

| Asoc. Española | 71 - 99 | Firmat FBC          | El Coloso de Cemento | 25 de febrero |
| Echagüe        | 67 - 79 | Argentino           | Luis Butta           | 25 de febrero |
| Gimnasia (LP)  | 90 - 95 | Central Entrerriano | Polideportivo        | 25 de febrero |
| Oberá TC       | 95 - 81 | Asoc. Italiana      | Oberá TC             | 25 de febrero |

| Central Entrerriano | 91 - 84 | Oberá TC       | José María Bértora   | 1 de marzo |
| Argentino           | 86 - 51 | Gimnasia (LP)  | Héctor D'Anunnzio    | 1 de marzo |
| Asoc. Española      | 82 - 80 | Echagüe        | El Coloso de Cemento | 1 de marzo |
| Firmat FBC          | 74 - 81 | Asoc. Italiana | Firmat FBC           | 1 de marzo |

| Echagüe        | 74 - 66 | Firmat FBC          | Luis Butta    | 6 de marzo |
| Oberá TC       | 85 - 91 | Argentino           | Oberá TC      | 6 de marzo |
| Asoc. Italiana | 71 - 76 | Central Entrerriano | Antonio Golob | 6 de marzo |
| Gimnasia (LP)  | 71 - 66 | Asoc. Española      | Polideportivo | 6 de marzo |

| Firmat FBC     | 89 - 82 | Central Entrerriano | Firmat FBC           | 13 de marzo |
| Argentino      | 81 - 79 | Asoc. Italiana      | Héctor D'Anunnzio    | 13 de marzo |
| Echagüe        | 67 - 66 | Gimnasia (LP)       | Luis Butta           | 13 de marzo |
| Asoc. Española | 96 - 87 | Oberá TC            | El Coloso de Cemento | 13 de marzo |

| Central Entrerriano | 76 - 73 | Argentino      | José María Bértora | 18 de marzo |
| Oberá TC            | 65 - 61 | Echagüe        | Oberá TC           | 18 de marzo |
| Asoc. Italiana      | 77 - 69 | Asoc. Española | Antonio Golob      | 18 de marzo |
| Gimnasia (LP)       | 75 - 71 | Firmat FBC     | Polideportivo      | 20 de marzo |

| Argentino      | 87 - 69 | Firmat FBC          | Héctor D'Anunnzio    | 24 de marzo |
| Asoc. Española | 79 - 82 | Central Entrerriano | El Coloso de Cemento | 24 de marzo |
| Echagüe        | 69 - 80 | Asoc. Italiana      | Luis Butta           | 24 de marzo |
| Gimnasia (LP)  | 84 - 73 | Oberá TC            | Polideportivo        | 24 de marzo |

## Permanencia
| Equipo                                                                      | Equipo              | Partidos | Partidos | Partidos | Partidos | Partidos |
| --------------------------------------------------------------------------- | ------------------- | -------- | -------- | -------- | -------- | -------- |
| 13.º                                                                        | Firmat FBC          | 81       | 88       |          |          |          |
| 16.º                                                                        | Asociación Española | 89       | 72       |          |          |          |
| Firmat FBC logró la permanencia porque Asoc. Española se negó a disputarla. |                     |          |          |          |          |          |

| 27 de marzo | Firmat FBC                                    | 81–89 | Asoc. Española | Firmat               |  |  |
|             | Parciales: 22 - 22, 28 - 20, 11 - 21, 20 - 26 |       |                |                      |  |  |
|             |                                               |       |                | Pabellón: Firmat FBC |  |  |
| serie 0 - 1 |                                               |       |                |                      |  |  |
|             |                                               |       |                |                      |  |  |

| 27 de marzo | Firmat FBC                                    | 88–72 | Asoc. Española | Firmat               |  |  |
|             | Parciales: 22 - 14, 19 - 16, 21 - 11, 26 - 31 |       |                |                      |  |  |
|             |                                               |       |                | Pabellón: Firmat FBC |  |  |
| serie 1 - 1 |                                               |       |                |                      |  |  |
|             |                                               |       |                |                      |  |  |

| Equipo                                                 | Equipo   | Partidos | Partidos | Partidos | Partidos | Partidos |
| ------------------------------------------------------ | -------- | -------- | -------- | -------- | -------- | -------- |
| 14.º                                                   | Echagüe  | 73       | 70       | 74       | 67       | 83       |
| 15.º                                                   | Oberá TC | 70       | 67       | 88       | 71       | 92       |
| Oberá TC logró la permanencia al ganar la serie 3 - 2. |          |          |          |          |          |          |

| 27 de marzo | Echagüe                                       | 73–70 | Oberá TC | Paraná                       |  |  |
|             | Parciales: 19 - 13, 26 - 20, 10 - 18, 18 - 19 |       |          |                              |  |  |
|             |                                               |       |          | Pabellón: Estadio Luis Butta |  |  |
| serie 1 - 0 |                                               |       |          |                              |  |  |
|             |                                               |       |          |                              |  |  |

| 29 de marzo | Echagüe                                       | 70–67 | Oberá TC | Paraná                       |  |  |
|             | Parciales: 23 - 14, 13 - 16, 15 - 18, 19 - 18 |       |          |                              |  |  |
|             |                                               |       |          | Pabellón: Estadio Luis Butta |  |  |
| serie 2 - 0 |                                               |       |          |                              |  |  |
|             |                                               |       |          |                              |  |  |

| 3 de abril  | Oberá TC                                     | 88–74 | Echagüe | Oberá                                     |  |  |
|             | Parciales: 27 -21, 18 - 19, 20 - 21, 23 - 13 |       |         |                                           |  |  |
|             |                                              |       |         | Pabellón: Estadio Hernán "Finito" Hermann |  |  |
| serie 1 - 2 |                                              |       |         |                                           |  |  |
|             |                                              |       |         |                                           |  |  |

| 5 de abril  | Oberá TC                                      | 71–67 | Echagüe | Oberá                                     |  |  |
|             | Parciales: 28 - 12, 14 - 24, 16 - 19, 13 - 12 |       |         |                                           |  |  |
|             |                                               |       |         | Pabellón: Estadio Hernán "Finito" Hermann |  |  |
| serie 2 - 2 |                                               |       |         |                                           |  |  |
|             |                                               |       |         |                                           |  |  |

| 12 de abril | Echagüe                                       | 83–92 | Oberá TC | Paraná                       |  |  |
|             | Parciales: 10 - 27, 22 - 17, 22 - 18, 29 - 30 |       |          |                              |  |  |
|             |                                               |       |          | Pabellón: Estadio Luis Butta |  |  |
| serie 2 - 3 |                                               |       |          |                              |  |  |
|             |                                               |       |          |                              |  |  |

## Tercera fase, play-offs
|  | Reclasificación | Reclasificación      | Reclasificación     |                      |   | Cuartos de final | Cuartos de final | Cuartos de final |  |     | Semifinales       | Semifinales | Semifinales |  |     | Final             | Final | Final |  |
|  |                 |                      |                     |                      |   |                  |                  |                  |  |     |                   |             |             |  |     |                   |       |       |  |
|  |                 |                      |                     |                      |   |                  |                  |                  |  |     |                   |             |             |  |     |                   |       |       |  |
|  |                 |                      |                     |                      |   |                  |                  |                  |  |     |                   |             |             |  |     |                   |       |       |  |
|  |                 |                      |                     |                      |   |                  |                  |                  |  |     |                   |             |             |  |     |                   |       |       |  |
|  |                 |                      |                     |                      |   |                  |                  |                  |  |     |                   |             |             |  |     |                   |       |       |  |
|  |                 | 1.°                  | Unión (Sunchales)   | 3                    |   |                  |                  |                  |  |     |                   |             |             |  |     |                   |       |       |  |
|  |                 |                      |                     | 3                    |   |                  |                  |                  |  |     |                   |             |             |  |     |                   |       |       |  |
|  |                 |                      | 8.°                 | San Nicolás Belgrano | 2 |                  |                  |                  |  |     |                   |             |             |  |     |                   |       |       |  |
|  | 8.°             | San Nicolás Belgrano | 8.°                 | San Nicolás Belgrano | 2 | 3                |                  |                  |  |     |                   |             |             |  |     |                   |       |       |  |
|  | 8.°             | San Nicolás Belgrano |                     |                      |   |                  |                  |                  |  |     |                   |             |             |  |     |                   |       |       |  |
|  | 9.°             | Argentino (Junín)    | 1                   |                      |   |                  |                  |                  |  |     |                   |             |             |  |     |                   |       |       |  |
|  | 9.°             | Argentino (Junín)    | 1                   |                      |   |                  |                  |                  |  | 1.° | Unión (Sunchales) | 3           |             |  |     |                   |       |       |  |
|  |                 |                      |                     |                      |   |                  |                  |                  |  | 1.° | Unión (Sunchales) | 3           |             |  |     |                   |       |       |  |
|  |                 |                      | 4.°                 | Ciclista Juninense   | 2 |                  |                  |                  |  |     |                   |             |             |  |     |                   |       |       |  |
|  |                 |                      | 4.°                 | Ciclista Juninense   | 2 |                  |                  |                  |  |     |                   |             |             |  |     |                   |       |       |  |
|  |                 |                      |                     |                      |   |                  |                  |                  |  |     |                   |             |             |  |     |                   |       |       |  |
|  |                 |                      |                     |                      |   |                  |                  |                  |  |     |                   |             |             |  |     |                   |       |       |  |
|  |                 | 4.°                  | Ciclista Juninense  | 3                    |   |                  |                  |                  |  |     |                   |             |             |  |     |                   |       |       |  |
|  |                 |                      |                     | 3                    |   |                  |                  |                  |  |     |                   |             |             |  |     |                   |       |       |  |
|  |                 |                      | 5.°                 | ICD Pedro Echagüe    | 1 |                  |                  |                  |  |     |                   |             |             |  |     |                   |       |       |  |
|  | 5.°             | ICD Pedro Echagüe    | 5.°                 | ICD Pedro Echagüe    | 1 | 3                |                  |                  |  |     |                   |             |             |  |     |                   |       |       |  |
|  | 5.°             | ICD Pedro Echagüe    |                     |                      |   |                  |                  |                  |  |     |                   |             |             |  |     |                   |       |       |  |
|  | 12.°            | Asociación Italiana  | 1                   |                      |   |                  |                  |                  |  |     |                   |             |             |  |     |                   |       |       |  |
|  | 12.°            | Asociación Italiana  | 1                   |                      |   |                  |                  |                  |  |     |                   |             |             |  | 1.° | Unión (Sunchales) | 0     |       |  |
|  |                 |                      |                     |                      |   |                  |                  |                  |  |     |                   |             |             |  | 1.° | Unión (Sunchales) | 0     |       |  |
|  |                 |                      | 3.°                 | La Unión de Formosa  | 3 |                  |                  |                  |  |     |                   |             |             |  |     |                   |       |       |  |
|  |                 |                      | 3.°                 | La Unión de Formosa  | 3 |                  |                  |                  |  |     |                   |             |             |  |     |                   |       |       |  |
|  |                 |                      |                     |                      |   |                  |                  |                  |  |     |                   |             |             |  |     |                   |       |       |  |
|  |                 |                      |                     |                      |   |                  |                  |                  |  |     |                   |             |             |  |     |                   |       |       |  |
|  |                 | 2.°                  | San Martín (C)      | 3                    |   |                  |                  |                  |  |     |                   |             |             |  |     |                   |       |       |  |
|  |                 |                      |                     | 3                    |   |                  |                  |                  |  |     |                   |             |             |  |     |                   |       |       |  |
|  |                 |                      | 7.°                 | Alma Juniors         | 2 |                  |                  |                  |  |     |                   |             |             |  |     |                   |       |       |  |
|  | 7.°             | Alma Juniors         | 7.°                 | Alma Juniors         | 2 | 3                |                  |                  |  |     |                   |             |             |  |     |                   |       |       |  |
|  | 7.°             | Alma Juniors         |                     |                      |   |                  |                  |                  |  |     |                   |             |             |  |     |                   |       |       |  |
|  | 10.°            | Central Entrerriano  | 2                   |                      |   |                  |                  |                  |  |     |                   |             |             |  |     |                   |       |       |  |
|  | 10.°            | Central Entrerriano  | 2                   |                      |   |                  |                  |                  |  | 2.° | San Martín (C)    | 1           |             |  |     |                   |       |       |  |
|  |                 |                      |                     |                      |   |                  |                  |                  |  | 2.° | San Martín (C)    | 1           |             |  |     |                   |       |       |  |
|  |                 |                      | 3.°                 | La Unión de Formosa  | 3 |                  |                  |                  |  |     |                   |             |             |  |     |                   |       |       |  |
|  |                 |                      | 3.°                 | La Unión de Formosa  | 3 |                  |                  |                  |  |     |                   |             |             |  |     |                   |       |       |  |
|  |                 |                      |                     |                      |   |                  |                  |                  |  |     |                   |             |             |  |     |                   |       |       |  |
|  |                 |                      |                     |                      |   |                  |                  |                  |  |     |                   |             |             |  |     |                   |       |       |  |
|  |                 | 3.°                  | La Unión de Formosa | 3                    |   |                  |                  |                  |  |     |                   |             |             |  |     |                   |       |       |  |
|  |                 |                      |                     | 3                    |   |                  |                  |                  |  |     |                   |             |             |  |     |                   |       |       |  |
|  |                 |                      | 6.°                 | San Martín (MJ)      | 1 |                  |                  |                  |  |     |                   |             |             |  |     |                   |       |       |  |
|  | 6.°             | San Martín (MJ)      | 6.°                 | San Martín (MJ)      | 1 | 3                |                  |                  |  |     |                   |             |             |  |     |                   |       |       |  |
|  | 6.°             | San Martín (MJ)      |                     |                      |   |                  |                  |                  |  |     |                   |             |             |  |     |                   |       |       |  |
|  | 11.°            | Gimnasia (La Plata)  | 1                   |                      |   |                  |                  |                  |  |     |                   |             |             |  |     |                   |       |       |  |
|  | 11.°            | Gimnasia (La Plata)  | 1                   |                      |   |                  |                  |                  |  |     |                   |             |             |  |     |                   |       |       |  |
|  |                 |                      |                     |                      |   |                  |                  |                  |  |     |                   |             |             |  |     |                   |       |       |  |

Notas: 
El equipo ubicado en la primera línea tuvo ventaja de localía. 
Los resultados en cada serie corresponden a la cantidad de partidos ganados por el equipo en cuestión.

### Reclasificacion
ICD Pedro Echagüe - Asociación Italiana
| 27 de marzo | ICD Pedro Echagüe                             | 78–77 | Asoc. Italiana | Hurlingham                         |  |  |
|             | Parciales: 18 - 19, 21 - 20, 16 - 14, 25 - 24 |       |                |                                    |  |  |
|             |                                               |       |                | Pabellón: Polideportivo Hurlingham |  |  |
| serie 1 - 0 |                                               |       |                |                                    |  |  |
|             |                                               |       |                |                                    |  |  |

| 29 de marzo | ICD Pedro Echagüe                             | 85–74 | Asoc. Italiana | Hurlingham                         |  |  |
|             | Parciales: 28 - 15, 13 - 20, 26 - 16, 18 - 23 |       |                |                                    |  |  |
|             |                                               |       |                | Pabellón: Polideportivo Hurlingham |  |  |
| serie 2 - 0 |                                               |       |                |                                    |  |  |
|             |                                               |       |                |                                    |  |  |

| 3 de abril  | Asoc. Italiana                               | 81–68 | ICD Pedro Echagüe | Charata                         |  |  |
|             | Parciales: 22 - 15, 20 - 18, 18 - 29, 21 - 6 |       |                   |                                 |  |  |
|             |                                              |       |                   | Pabellón: Estadio Antonio Golob |  |  |
| serie 1 - 2 |                                              |       |                   |                                 |  |  |
|             |                                              |       |                   |                                 |  |  |

| 5 de abril  | Asoc. Italiana                                | 73–93 | ICD Pedro Echagüe | Charata                         |  |  |
|             | Parciales: 21 - 22, 15 - 20, 20 - 28, 17 - 23 |       |                   |                                 |  |  |
|             |                                               |       |                   | Pabellón: Estadio Antonio Golob |  |  |
| serie 1 - 3 |                                               |       |                   |                                 |  |  |
|             |                                               |       |                   |                                 |  |  |

San Martín (Marcos Juárez) - Gimnasia y Esgrima La Plata
| 27 de marzo | San Martín (MJ)                               | 71–83 | Gimnasia (LP) | Marcos Juárez                        |  |  |
|             | Parciales: 16 - 23, 15 - 18, 21 - 25, 19 - 17 |       |               |                                      |  |  |
|             |                                               |       |               | Pabellón: Estadio Leonardo Gutiérrez |  |  |
| serie 0 - 1 |                                               |       |               |                                      |  |  |
|             |                                               |       |               |                                      |  |  |

| 29 de marzo | San Martín (MJ)                               | 92–67 | Gimnasia (LP) | Marcos Juárez                        |  |  |
|             | Parciales: 19 - 12, 33 - 15, 25 - 20, 15 - 10 |       |               |                                      |  |  |
|             |                                               |       |               | Pabellón: Estadio Leonardo Gutiérrez |  |  |
| serie 1 - 1 |                                               |       |               |                                      |  |  |
|             |                                               |       |               |                                      |  |  |

| 1 de abril  | Gimnasia (LP)                                 | 78–83 | San Martín (MJ) | La Plata                              |  |  |
|             | Parciales: 22 - 19, 13 - 17, 19 - 27, 24 - 20 |       |                 |                                       |  |  |
|             |                                               |       |                 | Pabellón: Polideportivo Victor Nethol |  |  |
| serie 1 - 2 |                                               |       |                 |                                       |  |  |
|             |                                               |       |                 |                                       |  |  |

| 3 de abril  | Gimnasia (LP)                                 | 67–83 | San Martín (MJ) | La Plata                              |  |  |
|             | Parciales: 25 - 26, 16 - 21, 12 - 18, 14 - 18 |       |                 |                                       |  |  |
|             |                                               |       |                 | Pabellón: Polideportivo Victor Nethol |  |  |
| serie 1 - 3 |                                               |       |                 |                                       |  |  |
|             |                                               |       |                 |                                       |  |  |

Alma Juniors - Central Entrerriano
| 27 de marzo | Alma Juniors                                  | 65–62 | Central Entrerriano | Esperanza                     |  |  |
|             | Parciales: 21 - 19, 16 - 16, 12 - 13, 16 - 14 |       |                     |                               |  |  |
|             |                                               |       |                     | Pabellón: Estadio Enzo Scocco |  |  |
| serie 1 - 0 |                                               |       |                     |                               |  |  |
|             |                                               |       |                     |                               |  |  |

| 29 de marzo | Alma Juniors                                  | 98–65 | Central Entrerriano | Esperanza                     |  |  |
|             | Parciales: 25 - 21, 23 - 17, 25 - 17, 25 - 10 |       |                     |                               |  |  |
|             |                                               |       |                     | Pabellón: Estadio Enzo Scocco |  |  |
| serie 2 - 0 |                                               |       |                     |                               |  |  |
|             |                                               |       |                     |                               |  |  |

| 1 de abril  | Central Entrerriano                           | 81–66 | Alma Juniors | Gualeguaychú                         |  |  |
|             | Parciales: 25 - 14, 15 - 22, 21 - 10, 20 - 20 |       |              |                                      |  |  |
|             |                                               |       |              | Pabellón: Estadio José María Bértora |  |  |
| serie 1 - 2 |                                               |       |              |                                      |  |  |
|             |                                               |       |              |                                      |  |  |

| 3 de abril  | Central Entrerriano                           | 80–74 | Alma Juniors | Gualeguaychú                         |  |  |
|             | Parciales: 17 - 19, 16 - 21, 20 - 15, 27 - 19 |       |              |                                      |  |  |
|             |                                               |       |              | Pabellón: Estadio José María Bértora |  |  |
| serie 2 - 2 |                                               |       |              |                                      |  |  |
|             |                                               |       |              |                                      |  |  |

| 7 de abril  | Alma Juniors                                  | 74–61 | Central Entrerriano | Esperanza                     |  |  |
|             | Parciales: 17 - 10, 14 - 20, 22 - 16, 21 - 15 |       |                     |                               |  |  |
|             |                                               |       |                     | Pabellón: Estadio Enzo Scocco |  |  |
| serie 3 - 2 |                                               |       |                     |                               |  |  |
|             |                                               |       |                     |                               |  |  |

San Nicolás Belgrano - Argentino (Junín)
| 27 de marzo | San Nicolás Belgrano                          | 80–72 | Argentino (J) | San Nicolás de los Arroyos          |  |  |
|             | Parciales: 23 - 23, 26 - 21, 14 - 13, 17 - 15 |       |               |                                     |  |  |
|             |                                               |       |               | Pabellón: Estadio Fortunato Bonelli |  |  |
| serie 1 - 0 |                                               |       |               |                                     |  |  |
|             |                                               |       |               |                                     |  |  |

| 29 de marzo | San Nicolás Belgrano                          | 87–89 | Argentino (J) | San Nicolás de los Arroyos          |  |  |
|             | Parciales: 18 - 30, 27 - 17, 19 - 19, 23 - 23 |       |               |                                     |  |  |
|             |                                               |       |               | Pabellón: Estadio Fortunato Bonelli |  |  |
| serie 1 - 1 |                                               |       |               |                                     |  |  |
|             |                                               |       |               |                                     |  |  |

| 1 de abril  | Argentino (J)                                 | 92–95 | San Nicolás Belgrano | Junín                               |  |  |
|             | Parciales: 28 - 17, 24 - 28, 17 - 21, 21 - 29 |       |                      |                                     |  |  |
|             |                                               |       |                      | Pabellón: Estadio Héctor D'Annunzio |  |  |
| serie 1 - 2 |                                               |       |                      |                                     |  |  |
|             |                                               |       |                      |                                     |  |  |

| 3 de abril  | Argentino (J)                                 | 82–83 | San Nicolás Belgrano | Junín                               |  |  |
|             | Parciales: 21 - 19, 19 - 15, 14 - 19, 28 - 30 |       |                      |                                     |  |  |
|             |                                               |       |                      | Pabellón: Estadio Héctor D'Annunzio |  |  |
| serie 1 - 3 |                                               |       |                      |                                     |  |  |
|             |                                               |       |                      |                                     |  |  |

### Cuartos de final
Unión (Sunchales) - San Nicolás Belgrano
| 12 de abril | Unión (S)                                     | 73–82 | SN Belgrano | Sunchales                        |  |  |
|             | Parciales: 14 - 15, 19 - 21, 26 - 20, 17 - 28 |       |             |                                  |  |  |
|             |                                               |       |             | Pabellón: La Fortaleza del Bicho |  |  |
| serie 0 - 1 |                                               |       |             |                                  |  |  |
|             |                                               |       |             |                                  |  |  |

| 14 de abril | Unión (S)                                     | 87–62 | SN Belgrano | Sunchales                        |  |  |
|             | Parciales: 20 - 15, 17 - 14, 20 - 21, 30 - 12 |       |             |                                  |  |  |
|             |                                               |       |             | Pabellón: La Fortaleza del Bicho |  |  |
| serie 1 - 1 |                                               |       |             |                                  |  |  |
|             |                                               |       |             |                                  |  |  |

| 17 de abril | SN Belgrano                                   | 86–80 | Unión (S) | San Nicolás de los Arroyos          |  |  |
|             | Parciales: 27 - 21, 21 - 14, 19 - 22, 19 - 13 |       |           |                                     |  |  |
|             |                                               |       |           | Pabellón: Estadio Fortunato Bonelli |  |  |
| serie 2 - 1 |                                               |       |           |                                     |  |  |
|             |                                               |       |           |                                     |  |  |

| 19 de abril | SN Belgrano                                   | 66–79 | Unión (S) | San Nicolás de los Arroyos          |  |  |
|             | Parciales: 21 - 16, 12 - 10, 13 - 20, 20 - 33 |       |           |                                     |  |  |
|             |                                               |       |           | Pabellón: Estadio Fortunato Bonelli |  |  |
| serie 2 - 2 |                                               |       |           |                                     |  |  |
|             |                                               |       |           |                                     |  |  |

| 21 de abril | Unión (S)                                    | 80–61 | SN Belgrano | Sunchales                        |  |  |
|             | Parciales: 29 - 8, 10 - 24, 19 - 16, 22 - 13 |       |             |                                  |  |  |
|             |                                              |       |             | Pabellón: La Fortaleza del Bicho |  |  |
| serie 3 - 2 |                                              |       |             |                                  |  |  |
|             |                                              |       |             |                                  |  |  |

San Martín (Corrientes) - Alma Juniors
| 12 de abril | San Martín (C)                                | 85–63 | Alma Juniors | Corrientes                    |  |  |
|             | Parciales: 22 - 15, 22 - 18, 27 - 16, 14 - 17 |       |              |                               |  |  |
|             |                                               |       |              | Pabellón: El Fortín Rojinegro |  |  |
| serie 1 - 0 |                                               |       |              |                               |  |  |
|             |                                               |       |              |                               |  |  |

| 14 de abril | San Martín (C)                                | 82–65 | Alma Juniors | Corrientes                    |  |  |
|             | Parciales: 24 - 11, 25 - 16, 18 - 18, 15 - 20 |       |              |                               |  |  |
|             |                                               |       |              | Pabellón: El Fortín Rojinegro |  |  |
| serie 2 - 0 |                                               |       |              |                               |  |  |
|             |                                               |       |              |                               |  |  |

| 17 de abril | Alma Juniors                                  | 85–84 | San Martín (C) | Esperanza                     |  |  |
|             | Parciales: 21 - 12, 21 - 15, 20 - 24, 23 - 33 |       |                |                               |  |  |
|             |                                               |       |                | Pabellón: Estadio Enzo Scocco |  |  |
| serie 1 - 2 |                                               |       |                |                               |  |  |
|             |                                               |       |                |                               |  |  |

| 19 de abril | Alma Juniors                                 | 70–65 | San Martín (C) | Esperanza                     |  |  |
|             | Parciales: 20 - 21, 19 - 18, 12 - 8, 19 - 18 |       |                |                               |  |  |
|             |                                              |       |                | Pabellón: Estadio Enzo Scocco |  |  |
| serie 2 - 2 |                                              |       |                |                               |  |  |
|             |                                              |       |                |                               |  |  |

| 21 de abril | San Martín (C)                                | 80–76 | Alma Juniors | Corrientes                    |  |  |
|             | Parciales: 17 - 18, 24 - 21, 21 - 23, 18 - 14 |       |              |                               |  |  |
|             |                                               |       |              | Pabellón: El Fortín Rojinegro |  |  |
| serie 3 - 2 |                                               |       |              |                               |  |  |
|             |                                               |       |              |                               |  |  |

La Unión de Formosa - San Martín (Marcos Juárez)
| 12 de abril | La Unión de Formosa                                         | 82–77 | San Martín (MJ) | Formosa                                |  |  |
|             | Parciales: 9 - 18, 23 - 18, 16 - 20, 24 - 16 (T.E.: 10 - 5) |       |                 |                                        |  |  |
|             |                                                             |       |                 | Pabellón: Polideportivo Cincuentenario |  |  |
| serie 1 - 0 |                                                             |       |                 |                                        |  |  |
|             |                                                             |       |                 |                                        |  |  |

| 14 de abril | La Unión de Formosa                           | 73–65 | San Martín (MJ) | Formosa                                |  |  |
|             | Parciales: 27 - 26, 21 - 13, 12 - 16, 13 - 10 |       |                 |                                        |  |  |
|             |                                               |       |                 | Pabellón: Polideportivo Cincuentenario |  |  |
| serie 2 - 0 |                                               |       |                 |                                        |  |  |
|             |                                               |       |                 |                                        |  |  |

| 17 de abril | San Martín (MJ)                               | 83–76 | La Unión de Formosa | Marcos Juárez                        |  |  |
|             | Parciales: 18 - 20, 18 - 22, 25 - 13, 22 - 21 |       |                     |                                      |  |  |
|             |                                               |       |                     | Pabellón: Estadio Leonardo Gutiérrez |  |  |
| serie 1 - 2 |                                               |       |                     |                                      |  |  |
|             |                                               |       |                     |                                      |  |  |

| 19 de abril | San Martín (MJ)                               | 60–67 | La Unión de Formosa | Marcos Juárez                        |  |  |
|             | Parciales: 18 - 12, 12 - 28, 10 - 12, 20 - 15 |       |                     |                                      |  |  |
|             |                                               |       |                     | Pabellón: Estadio Leonardo Gutiérrez |  |  |
| serie 1 - 3 |                                               |       |                     |                                      |  |  |
|             |                                               |       |                     |                                      |  |  |

Ciclista Juninense - ICD Pedro Echagüe
| 12 de abril | Ciclista Juninense                           | 79–52 | ICD Pedro Echagüe | Junín                                |  |  |
|             | Parciales: 23 - 19, 18 - 16, 21 - 10, 17 - 7 |       |                   |                                      |  |  |
|             |                                              |       |                   | Pabellón: Estadio Raúl "Chuni" Merlo |  |  |
| serie 1 - 0 |                                              |       |                   |                                      |  |  |
|             |                                              |       |                   |                                      |  |  |

| 14 de abril | Ciclista Juninense                            | 71–68 | ICD Pedro Echagüe | Junín                                |  |  |
|             | Parciales: 20 - 15, 22 - 19, 14 - 18, 15 - 16 |       |                   |                                      |  |  |
|             |                                               |       |                   | Pabellón: Estadio Raúl "Chuni" Merlo |  |  |
| serie 2 - 0 |                                               |       |                   |                                      |  |  |
|             |                                               |       |                   |                                      |  |  |

| 17 de abril | ICD Pedro Echagüe                            | 72–56 | Ciclista Juninense | Hurlingham                         |  |  |
|             | Parciales: 20 - 13, 22 - 17, 7 - 13, 23 - 13 |       |                    |                                    |  |  |
|             |                                              |       |                    | Pabellón: Polideportivo Hurlingham |  |  |
| serie 1 - 2 |                                              |       |                    |                                    |  |  |
|             |                                              |       |                    |                                    |  |  |

| 19 de abril | ICD Pedro Echagüe                             | 71–80 | Ciclista Juninense | Hurlingham                         |  |  |
|             | Parciales: 14 - 28, 20 - 17, 20 - 19, 12 - 16 |       |                    |                                    |  |  |
|             |                                               |       |                    | Pabellón: Polideportivo Hurlingham |  |  |
| serie 1 - 3 |                                               |       |                    |                                    |  |  |
|             |                                               |       |                    |                                    |  |  |

### Semifinales
Unión (Sunchales) - Ciclista Juninense
| 24 de abril | Unión (S) | 68–49 | Ciclista Juninense | Sunchales                        |  |  |
|             |           |       |                    |                                  |  |  |
|             |           |       |                    | Pabellón: La Fortaleza del Bicho |  |  |
| serie 1 - 0 |           |       |                    |                                  |  |  |
|             |           |       |                    |                                  |  |  |

| 26 de abril | Unión (S)                                     | 62–74 | Ciclista Juninense | Sunchales                        |  |  |
|             | Parciales: 11 - 14, 17 - 20, 11 - 19, 23 - 21 |       |                    |                                  |  |  |
|             |                                               |       |                    | Pabellón: La Fortaleza del Bicho |  |  |
| serie 1 - 1 |                                               |       |                    |                                  |  |  |
|             |                                               |       |                    |                                  |  |  |

| 30 de abril | Ciclista Juninense                            | 79–70 | Unión (S) | Junín                                |  |  |
|             | Parciales: 15 - 20, 27 - 15, 15 - 15, 22 - 20 |       |           |                                      |  |  |
|             |                                               |       |           | Pabellón: Estadio Raúl "Chuni" Merlo |  |  |
| serie 2 - 1 |                                               |       |           |                                      |  |  |
|             |                                               |       |           |                                      |  |  |

| 2 de mayo   | Ciclista Juninense                           | 74–79 | Unión (S) | Junín                                |  |  |
|             | Parciales: 9 - 22, 18 - 15, 25 - 21, 22 - 21 |       |           |                                      |  |  |
|             |                                              |       |           | Pabellón: Estadio Raúl "Chuni" Merlo |  |  |
| serie 2 - 2 |                                              |       |           |                                      |  |  |
|             |                                              |       |           |                                      |  |  |

| 5 de mayo   | Unión (S)                                  | 65–49 | Ciclista Juninense | Sunchales                        |  |  |
|             | Parciales: 24 - 7, 5 - 16, 20 - 18, 16 - 8 |       |                    |                                  |  |  |
|             |                                            |       |                    | Pabellón: La Fortaleza del Bicho |  |  |
| serie 3 - 2 |                                            |       |                    |                                  |  |  |
|             |                                            |       |                    |                                  |  |  |

San Martín (Corrientes) - La Unión de Formosa
| 24 de abril | San Martín (C)                               | 81–86 | La Unión de Formosa | Corrientes                    |  |  |
|             | Parciales: 9 - 18, 21 - 12, 18 - 26, 33 - 30 |       |                     |                               |  |  |
|             |                                              |       |                     | Pabellón: El Fortín Rojinegro |  |  |
| serie 0 - 1 |                                              |       |                     |                               |  |  |
|             |                                              |       |                     |                               |  |  |

| 26 de abril | San Martín (C)                                | 75–78 | La Unión de Formosa | Corrientes                    |  |  |
|             | Parciales: 23 - 28, 18 - 18, 17 - 17, 17 - 15 |       |                     |                               |  |  |
|             |                                               |       |                     | Pabellón: El Fortín Rojinegro |  |  |
| serie 0 - 2 |                                               |       |                     |                               |  |  |
|             |                                               |       |                     |                               |  |  |

| 30 de abril | La Unión de Formosa                           | 67–89 | San Martín (C) | Formosa                                |  |  |
|             | Parciales: 18 - 26, 19 - 17, 15 - 22, 15 - 24 |       |                |                                        |  |  |
|             |                                               |       |                | Pabellón: Polideportivo Cincuentenario |  |  |
| serie 2 - 1 |                                               |       |                |                                        |  |  |
|             |                                               |       |                |                                        |  |  |

| 2 de mayo   | La Unión de Formosa                           | 97–76 | San Martín (C) | Formosa                                |  |  |
|             | Parciales: 25 - 23, 25 - 13, 24 - 23, 23 - 30 |       |                |                                        |  |  |
|             |                                               |       |                | Pabellón: Polideportivo Cincuentenario |  |  |
| serie 3 - 1 |                                               |       |                |                                        |  |  |
|             |                                               |       |                |                                        |  |  |

### Final
Unión (Sunchales) - La Unión de Formosa
| 7 de mayo   | Unión (S)                                     | 76–87       | La Unión de Formosa       | Sunchales                                                               |  |  |
|             | Parciales: 25 - 26, 16 - 12, 15 - 24, 20 - 25 |             |                           |                                                                         |  |  |
|             | Estadísticas William McFarlan 24              | Reporte Pts | Estadísticas 25 Ariel Pau | Pabellón: La Fortaleza del Bicho Árbitros: * Lorenzo * Alfaro * Sánchez |  |  |
| serie 0 - 1 |                                               |             |                           |                                                                         |  |  |
|             |                                               |             |                           |                                                                         |  |  |

| 9 de mayo   | Unión (S)                                     | 71–79       | La Unión de Formosa                           | Sunchales                                                                |  |  |
|             | Parciales: 15 - 27, 11 - 16, 19 - 16, 26 - 20 |             |                                               |                                                                          |  |  |
|             | Estadísticas Cristian Amicucci 17             | Reporte Pts | Estadísticas 16 Jason Osborne y Pablo Barrios | Pabellón: La Fortaleza del Bicho Árbitros: * Castillo * Dinamarca * Gabe |  |  |
| serie 0 - 2 |                                               |             |                                               |                                                                          |  |  |
|             |                                               |             |                                               |                                                                          |  |  |

| 12 de mayo  | La Unión de Formosa                           | 89–74       | Unión (S)                         | Formosa                                                                        |  |  |
|             | Parciales: 25 - 16, 23 - 10, 27 - 21, 14 - 27 |             |                                   |                                                                                |  |  |
|             | Estadísticas Pablo Barrios 15                 | Reporte Pts | Estadísticas 12 Cristian Amicucci | Pabellón: Polideportivo Cincuentenario Árbitros: * Alaniz * Zanabone * Zalazar |  |  |
| serie 3 - 0 |                                               |             |                                   |                                                                                |  |  |
|             |                                               |             |                                   |                                                                                |  |  |

La Unión de Formosa

Campeón

Segundo título

Segundo ascenso incluyendo el TNA 2004-05

## Repechaje
|  | Semifinal | Semifinal               | Semifinal         |                         |   | Final | Final | Final |  |
|  |           |                         |                   |                         |   |       |       |       |  |
|  |           |                         |                   |                         |   |       |       |       |  |
|  |           |                         |                   |                         |   |       |       |       |  |
|  |           |                         |                   |                         |   |       |       |       |  |
|  |           |                         |                   |                         |   |       |       |       |  |
|  |           | 1.°                     | Unión (Sunchales) | 3                       |   |       |       |       |  |
|  |           |                         |                   | 3                       |   |       |       |       |  |
|  |           |                         | 2.°               | San Martín (Corrientes) | 2 |       |       |       |  |
|  | 2.°       | San Martín (Corrientes) | 2.°               | San Martín (Corrientes) | 2 | 3     |       |       |  |
|  | 2.°       | San Martín (Corrientes) |                   |                         |   | 3     |       |       |  |
|  | 4.°       | Ciclista Juninense      | 2                 |                         |   |       |       |       |  |
|  | 4.°       | Ciclista Juninense      | 2                 |                         |   |       |       |       |  |
|  |           |                         |                   |                         |   |       |       |       |  |

Nota: el equipo ubicado en la primera línea tuvo ventaja de localía.

### Semifinales
| 7 de mayo   | San Martín (C)                                | 82–77   | Ciclista Juninense | Corrientes                                                          |  |  |
|             | Parciales: 18 - 17, 18 - 23, 21 - 14, 25 - 23 |         |                    |                                                                     |  |  |
|             |                                               | Reporte |                    | Pabellón: El Fortín Rojinegro Árbitros: * Wasinger * Aguilar * Hoyo |  |  |
| serie 1 - 0 |                                               |         |                    |                                                                     |  |  |
|             |                                               |         |                    |                                                                     |  |  |

| 9 de mayo   | San Martín (C)                                                               | 107–95  | Ciclista Juninense | Corrientes                                                          |  |  |
|             | Parciales: 15 - 18, 18 - 18, 18 - 16, 18 - 17 (T.E.: 9 - 9, 13 - 13, 17 - 5) |         |                    |                                                                     |  |  |
|             |                                                                              | Reporte |                    | Pabellón: El Fortín Rojinegro Árbitros: * Zanabone * Valente * Hoyo |  |  |
| serie 2 - 0 |                                                                              |         |                    |                                                                     |  |  |
|             |                                                                              |         |                    |                                                                     |  |  |

| 12 de mayo  | Ciclista Juninense                            | 90–77   | San Martín (C) | Junín                                                                         |  |  |
|             | Parciales: 14 - 11, 20 - 22, 31 - 25, 25 - 19 |         |                |                                                                               |  |  |
|             |                                               | Reporte |                | Pabellón: Estadio Raúl "Chuni" Merlo Árbitros: * Lorenzo * Dinamarca * Alfaro |  |  |
| serie 1 - 2 |                                               |         |                |                                                                               |  |  |
|             |                                               |         |                |                                                                               |  |  |

| 14 de mayo  | Ciclista Juninense                           | 79–62   | San Martín (C) | Junín                                                                       |  |  |
|             | Parciales: 19 - 16, 22 - 9, 28 - 12, 10 - 25 |         |                |                                                                             |  |  |
|             |                                              | Reporte |                | Pabellón: Estadio Raúl "Chuni" Merlo Árbitros: * Castillo * Ponzo * Sánchez |  |  |
| serie 2 - 2 |                                              |         |                |                                                                             |  |  |
|             |                                              |         |                |                                                                             |  |  |

| 16 de mayo  | San Martín (C)                               | 82–53   | Ciclista Juninense | Corrientes                                                           |  |  |
|             | Parciales: 18 - 14, 15 - 5, 25 - 13, 24 - 21 |         |                    |                                                                      |  |  |
|             |                                              | Reporte |                    | Pabellón: El Fortín Rojinegro Árbitros: * Alaniz * Tosello * Zalazar |  |  |
| serie 3 - 2 |                                              |         |                    |                                                                      |  |  |
|             |                                              |         |                    |                                                                      |  |  |

### Final
Unión (S) - San Martín (C)
| 21 de mayo  | Unión (S)                                     | 80–74   | San Martín (C) | Sunchales                                                                       |  |  |
|             | Parciales: 22 - 15, 23 - 18, 21 - 24, 14 - 17 |         |                |                                                                                 |  |  |
|             |                                               | Reporte |                | Pabellón: La Fortaleza del Bicho Árbitros: * Dinamarca * Wasinger * Piedrabuena |  |  |
| serie 1 - 0 |                                               |         |                |                                                                                 |  |  |
|             |                                               |         |                |                                                                                 |  |  |

| 23 de mayo  | Unión (S)                                     | 80–67   | San Martín (C) | Sunchales                                                             |  |  |
|             | Parciales: 18 - 13, 14 - 18, 18 - 19, 30 - 17 |         |                |                                                                       |  |  |
|             |                                               | Reporte |                | Pabellón: La Fortaleza del Bicho Árbitros: * Lorenzo * Leyton * Moral |  |  |
| serie 2 - 0 |                                               |         |                |                                                                       |  |  |
|             |                                               |         |                |                                                                       |  |  |

| 26 de mayo  | San Martín (C)                                | 64–59   | Unión (S) | Corrientes                                                           |  |  |
|             | Parciales: 16 - 18, 13 - 14, 17 - 17, 18 - 10 |         |           |                                                                      |  |  |
|             |                                               | Reporte |           | Pabellón: El Fortín Rojinegro Árbitros: * Castillo * Trias * Aguilar |  |  |
| serie 1 - 2 |                                               |         |           |                                                                      |  |  |
|             |                                               |         |           |                                                                      |  |  |

| 28 de mayo  | San Martín (C)                                | 94–63   | Unión (S) | Corrientes                                                      |  |  |
|             | Parciales: 24 - 16, 19 - 12, 28 - 14, 23 - 21 |         |           |                                                                 |  |  |
|             |                                               | Reporte |           | Pabellón: El Fortín Rojinegro Árbitros: * Alaniz * Ponzo * Hoyo |  |  |
| serie 2 - 2 |                                               |         |           |                                                                 |  |  |
|             |                                               |         |           |                                                                 |  |  |

| 30 de mayo  | Unión (S)                                     | 72–63   | San Martín (C) | Sunchales                                                                 |  |  |
|             | Parciales: 12 - 15, 18 - 14, 19 - 16, 23 - 18 |         |                |                                                                           |  |  |
|             |                                               | Reporte |                | Pabellón: La Fortaleza del Bicho Árbitros: * Zanabone * Tosello * Valente |  |  |
| serie 3 - 2 |                                               |         |                |                                                                           |  |  |
|             |                                               |         |                |                                                                           |  |  |

## Posiciones finales
| Equipo | Equipo                        |
| ------ | ----------------------------- |
| 1.°    | La Unión de Formosa           |
| 2.°    | Unión (Sunchales)             |
| 3.°    | San Martín (Corrientes)       |
| 4.°    | Ciclista Juninense            |
| 5.°    | ICD Pedro Echagüe             |
| 6.°    | San Martín (Marcos Juárez)    |
| 7.°    | Alma Juniors                  |
| 8.°    | Belgrano (San Nicolás)        |
| 9.°    | Argentino (Junín)             |
| 10.°   | Central Entrerriano           |
| 11.°   | Gimnasia y Esgrima La Plata   |
| 12.°   | Asociación Italiana (Charata) |
| 13.°   | Firmat FBC                    |
| 14.°   | Oberá TC                      |
| 15.°   | Echagüe                       |
| 16.°   | Asociación Española (Charata) |

|  | Ascenso a la Liga Nacional. |
|  | Descenso a la Liga "B".     |